# Johann Oldendorp

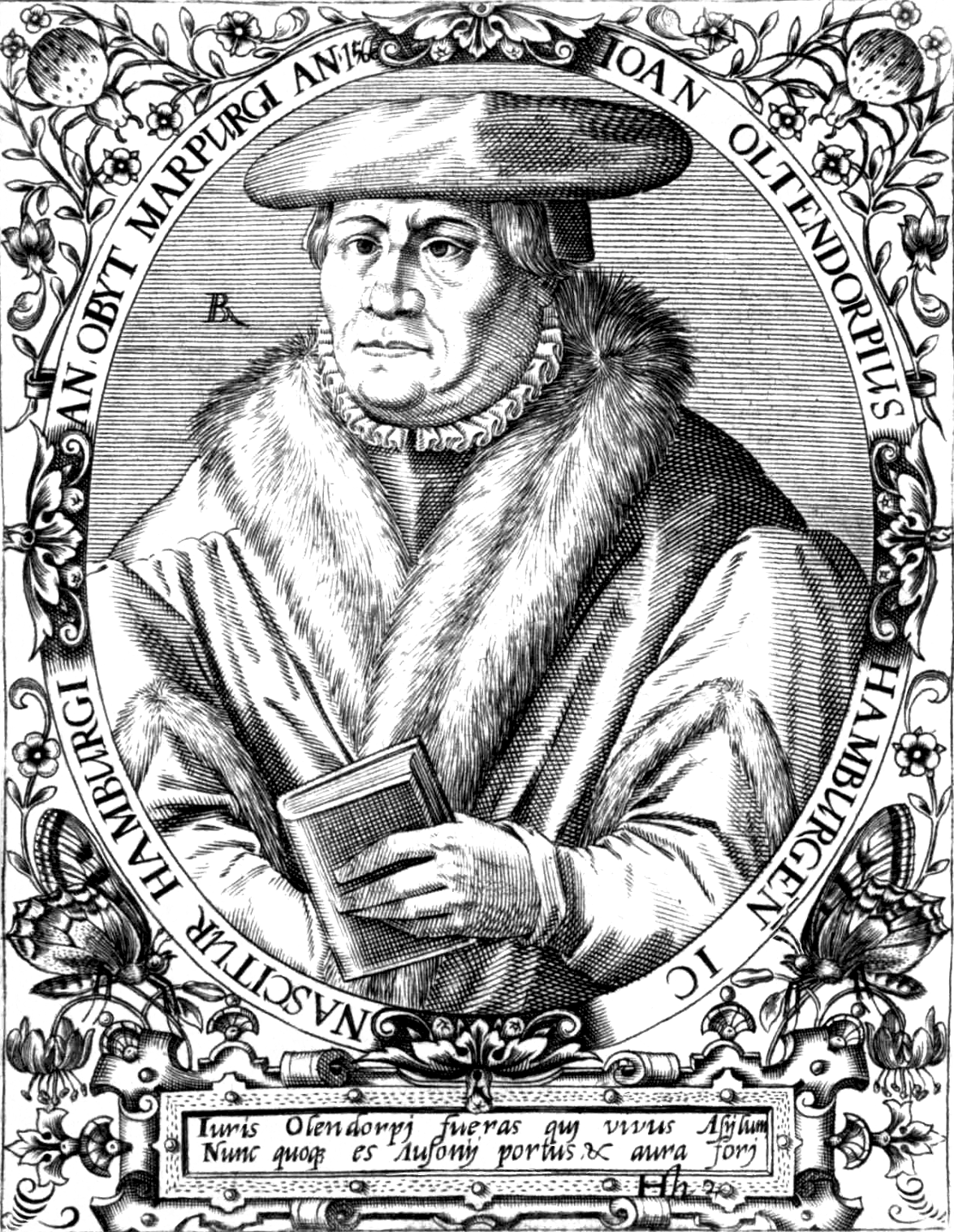
Johann Oldendorp

Johann Oldendorp (* um 1488 in Hamburg; † 3. Juni 1567 in Marburg) war ein deutscher Jurist, Reformator und Politiker.

## Leben
Johann Oldendorp wurde als Sohn des Kaufmanns Johann Oldendorp und dessen Ehefrau Elisabeth geb. Krantz geboren. Der Bruder seiner Mutter war der bekannte Historiker Albert Krantz, bei dem er vermutlich auch seinen ersten Unterricht erhielt. 1504 studierte er an der Universität Rostock. Danach folgten Studien an der alten Universität zu Köln und der Universität Bologna. In Bologna wurde er 1511 Sprecher der deutschen Studentenschaft und erhielt 1515 das Lizenziat. 1516 wurde er als Professor an die Universität Greifswald berufen, wo er ab 1517 das Rektorat bekleidete. Die Doktorwürde erlangte er erst 1518. 1520 wirkte er als Professor an der Brandenburgischen Universität Frankfurt in Frankfurt/Oder, 1521 wieder als Ordinarius in Greifswald. In Greifswald wirkte Oldendorp mit großem Eifer für die Belange der Universität, was zu Spannungen mit dem städtischen Rat führte. Grund für Konflikte mit seinem damals noch katholisch strenggläubigen Kollegen, dem späteren Dekan Heinrich Bukow jun., war die reformatorische, praktisch-theologische Denkweise Oldendorps, die er auch öffentlich vertrat. Ein weiterer Grund dürfte in der Tatsache gelegen haben, dass Oldendorp die Feier seines Doktorgrades 1518 mit der der eigenen Trauung verband, er heiratete die Witwe Sophia Lotze. Vor der strengkatholischen, starren Haltung der Universitätsleitung und der städtischen Gremien wich Oldendorp aus und ging 1526 nach Rostock.
Hier herrschten bereits reformatorische Gedanken und Ansichten vor, so dass Oldendorp als Professor und Stadtsyndikus berufen wurde. Neben Joachim Slüter wirkte auch Johann Oldendorp hier für die rasche Einführung der Reformation 1531 und bewegte sich in seiner Entwicklung vom Juristen zum Politiker. Die Trennung von seiner Frau zwang ihn 1534, Rostock zu verlassen. Er begab sich nach Lübeck, wo er bis 1536 Syndicus, Vertrauter und Ratgeber des Bürgermeisters Jürgen Wullenwever während der Endphase der Grafenfehde und bis zu dessen Absetzung und Entmachtung war. Bei den Verhandlungen um die Rückkehr des geflohenen katholischen Bürgermeisters Nikolaus Brömse soll er durchgesetzt haben, dass Lübeck evangelisch bleiben konnte.
Danach begann für Oldendorp eine unstete Zeit: 1536 war er nochmals Professor an der Viadrina in Frankfurt an der Oder. Ab Juli 1538 wurde er Professor und Syndicus an der Universität Köln, wo er sich vermutlich am Versuch des Erzbischofs Hermann V. von Wied und Martin Bucers beteiligte, die Reformation durchzusetzen. 1540 wurde er Professor der Rechte in Marburg und 1541 hier zum Rektor gewählt. Anfang 1543 ging er wieder nach Köln, wurde aber schon bald wegen seines evangelischen Glaubens vom dortigen Rat entlassen und im Juli 1543 durch Landgraf Philipp I. von Hessen nach Marburg zurückgerufen. Dieser hatte hier die erste protestantische Universität ins Leben gerufen, für die Oldendorp eine grundlegende Erneuerung der Verfassung erarbeiten sollte. In Philipp I. von Hessen fand Johann Oldendorp einen Gönner und Förderer, der ihn zum „Rath von Haus aus“ ernannte und es ihm ermöglichte, hier dauerhaft zu arbeiten. In Marburg war er nach 1541 noch 1553, 1555, 159 sowie 1562 Rektor der Universität.

## Wissenschaftliches Werk
Oldendorp gab bis zu seinem Tod Schriften heraus, deren Themen vielseitig von der Rechtsphilosophie über die Staats- und Soziallehre zur  Rechtsgeschichte reichten. Er kommentierte Gesetze und beurteilte Rechtsfälle im Konkreten. Seine Abhandlungen waren praxisbezogen ausgerichtet und vielfach rechtsdidaktisch verfasst. Der systematische Ordnungsrahmen und seine erkenntnistheoretischen Ausführungen stellten sich in eine deutliche Abkehr zum „gestelzten“ Stil der Rechtsliteratur seiner Zeit auf.
Kernstück seiner Rechtsphilosophie ist die Lehre, dass alles menschliche Recht veränderlich, göttliches und natürliches Recht dagegen stetig sei. Mit seinem aus dem Jahr 1539 stammenden Hauptwerk Iuris naturalis gentium et civilis isagoge gilt er damit als einer der frühen Vertreter des „klassischen Naturrechts“. Teilweise wird er auch als Vorläufer des aus dem Naturrecht geborenen Vernunftrechts gesehen, so von Franz Wieacker, der Oldendorps Wurzeln im Humanismus der Renaissance und der lutherischen Reformation gleichermaßen verortet. Im Zusammenhang seiner erkenntnistheoretischen Abhandlungen kommt bei Oldendorp nämlich die Frage des Verhältnisses von Recht und Billigkeit (aequitas) auf. Losgelöst von der zu seiner Zeit stark diskutierten Scholastik untersucht Oldendorp in seinem Hauptwerk die Herkunft des Rechts und stößt dabei auf das ius naturale als Recht der natürlichen Vernunft, das unabhängig vom Sündenfall gültig bliebe und das altrömische ius civile (Gewohnheitsrecht, das aus der Väter Sitte herrührte), den Stempel der wandelbaren Vorläufigkeit aufdrückte.
In seinem Werk Wat billich un recht ys, eyne korte erklaring, allen stenden denstlick, geschrieben in niederdeutscher Schrift, beschäftigte sich Oldendorp – angelehnt an die aristotelische Billigkeitslehre – mit dem Verhältnis von Billigkeit zu Gerechtigkeit. Dabei weist er dem weltlichen Recht, dem ius strictum, den Platz der (wandelbaren) Gerechtigkeit zu. Dem göttlichen Recht, dem ius divinum, weist er die (stete)  Billigkeit zu (Godtlike und natürlicke rechte bleyven stede, överst menschen gesette unn wertlicke Regiment synt wandelbar). Da die Billigkeit nicht nur „Gottes Wort und Willen“ dient, sondern dem „Gemeinen Besten“, mündet dies in der Offenlegung der Natur der zu vollziehenden Gesetze, in denen sich die Vorstellungen zu spiegeln hätten, die mithin gerecht sein müssten, weil nicht jeder Sachverhalt im Einzelfall geregelt werden könne. Dazu zieht Oldendorp Naturrecht und konkretes (historisches) Recht zusammen („Gerechtigkeit der Positivität“).

## Werke

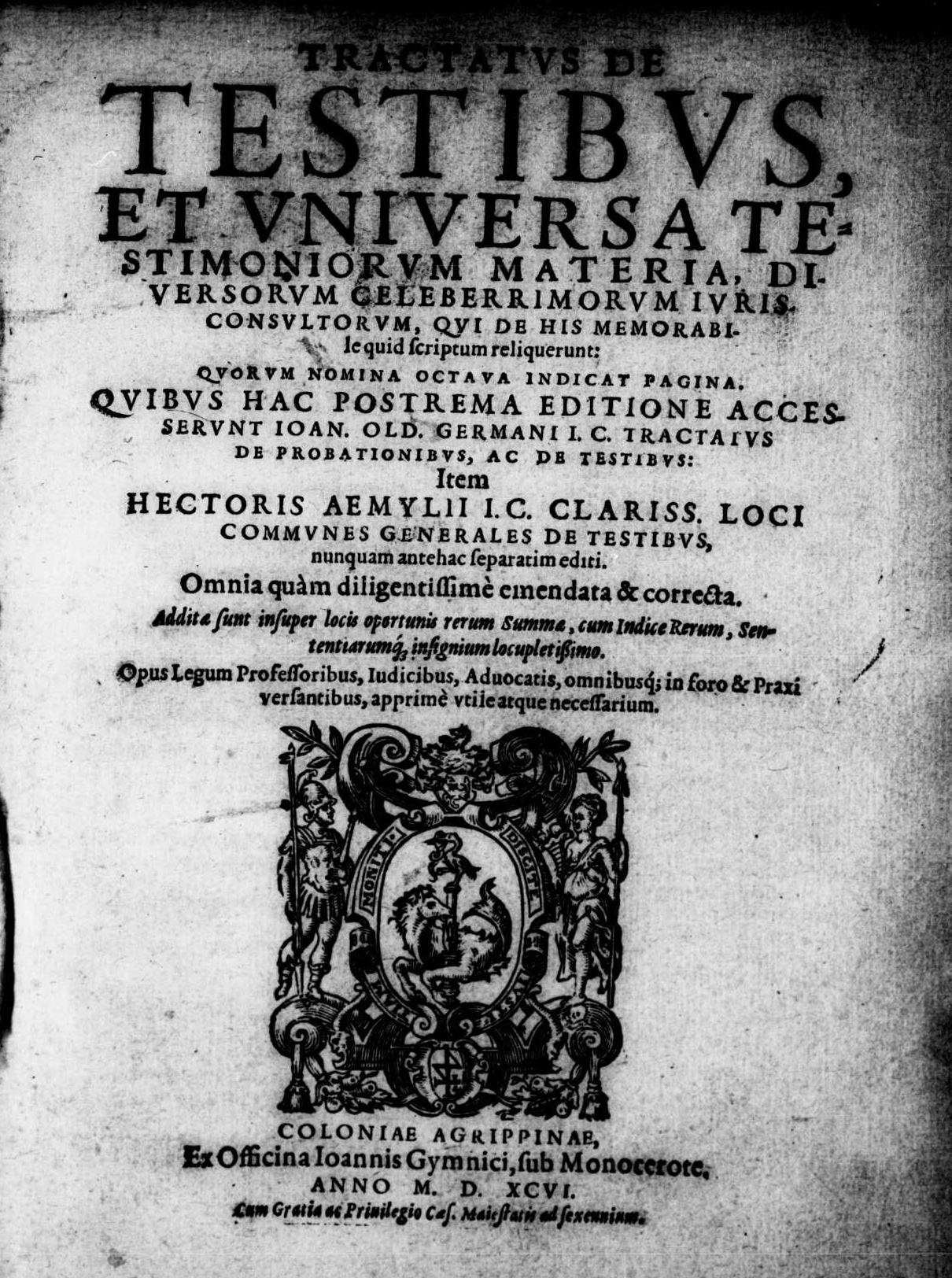
Tractatus de testibus et universa testimoniorum materia, 1596

- Wat billich un recht ys, eyne korte erklaring, allen stenden denstlick, Rostock, 1529.[5]
- Ratmannenspiegel, Rostock, 1530.
- Iuris naturalis gentium et civilis isagoge, Antwerp, 1539.
- Loci communes iuris civilis, Lowen, 1545.
- Tractatus de testibus et universa testimoniorum materia. Johann Gymnich, Köln 1596 (Latein, beic.it).